# Phalacrocorax capillatus
El cormorán japonés (Phalacrocorax capillatus) es una especie de ave suliforme de la familia Phalacrocoracidae nativa del este de Asia. Vive desde Taiwán a través Corea y Japón hasta el Lejano Oriente ruso.

## Domesticación
Es una de las especies de cormoranes que han sido domesticadas por pescadores en una tradición conocida en Japón como ukai (鵜飼). Es llamado umiu (ウミウ cormorán de mar) en japonés. Los pescadores del río Nagara, cerca de las ciudades de Gifu y Seki, trabajan con esta especie particular para atrapar ayu.